# Linos-Alexandre Sicilianos
Linos-Alexandre Sicilianos (en griego: Λίνος-Αλέξανδρος Σισιλιάνος, romanizado: Linos-Alexandros Sisilianos; Atenas, Grecia, 9 de mayo de 1960) es un jurista griego. Fue juez del Tribunal Europeo de Derechos Humanos respecto de Grecia entre 2011 y 2020.
Estudió derecho en la Universidad de Atenas de donde se graduó en 1983. Continuó sus estudios en la Universidad Robert Schuman de Estrasburgo, donde obtuvo una Maestría en Derecho Internacional en 1984 y un Doctorado en 1990. El 1 de mayo de 2017 fue nombrado Vicepresidente del Tribunal y Presidente de Sección de la Sección I. Fue elegido Presidente del  el 1 de abril de 2019, en sustitución de Guido Raimondi. El 18 de mayo de 2020 lo sucedió Róbert Ragnar Spanó de Islandia.
Fue candidato para la elección de jueces de la Corte Internacional de Justicia de 2021, pero no resultó elegido.